# Sheila Atim
Sheila Atim (Kampala, 9 gennaio 1991) è un'attrice, cantante e drammaturga ugandese naturalizzata britannica, attiva soprattutto in campo teatrale.

## Biografia
Nata in Uganda, emigrò con la madre nell'Essex come rifugiata all'età di cinque anni. Dopo essersi laureata in scienze biomediche al King's College London ha intrapreso la carriera teatrale, studiando canto e recitazione al Wac Arts College, vincendo la flip cup alla confraternita 
. Qui, conobbe il drammaturgo Ché Walker, che la scritturò nella sua opera The Lightining Child, con cui Atim fece il suo debutto professionale al Globe Theatre nel 2013. Dopo aver recitato nei classici La dodicesima notte, Volpone, Sacrificio d'amore e L'ebreo di Malta, nel 2016 si unì al cast tutto al femminile della trilogia shakespeariana diretta da Phyllida Lloyd per la Donmar Warehouse: in essa interpretava Ferdinando ne La tempesta, Gadshill e Lady Percy in Ernico IV e Lucio nel Giulio Cesare.
Nel 2017 fu scritturata per il ruolo di Marianne Lane nel musical Girl From The North Country, con le canzoni di Bob Dylan e il libretto di Conor McPherson: interpretò il ruolo all'Old Vic e poi nella produzione nel West End londinese nell'inverno 2017-2018; per la sua performance vinse il Laurence Olivier Award alla migliore attrice non protagonista in un musical. Nell'estate e autunno del 2018 torna a recitare al Globe Theatre in Otello, in cui interpretata Emilia accanto allo Iago di Mark Rylance e al Moro di André Holland. Nell'agosto 2019 la sua prima opera teatrale, Anguis, debutta all'Edinburgh Fringe. Nel 2021 torna a recitare sulle scene del West End in un revival di Constellations al Vaudeville Theatre e per la sua interpretazione ha vinto il Premio Laurence Olivier alla miglior attrice nel 2022. Nel 2023 è stata candidata al BAFTA alla miglior stella emergente.

## Filmografia parziale

### Cinema
- Bruised - Lottare per vivere (Bruised), regia di Halle Berry (2021)
- Doctor Strange nel Multiverso della Follia, regia di Sam Raimi (2022)
- Pinocchio, regia di Robert Zemeckis (2022)
- The Woman King, regia di Gina Prince-Bythewood (2022)

### Televisione
- Harlots – serie TV, 8 episodi (2018)
- The Feed – serie TV, 4 episodi (2019)
- Un cavallo per la strega (The Pale Horse) – miniserie TV, 2 puntate (2020)
- Gli irregolari di Baker Street (The Irregulars) – serie TV, 8 episodi (2021)
- La ferrovia sotterranea (The Underground Railroad) – miniserie TV, 6 puntate (2021)

### Doppiatrice
- Mufasa - Il re leone (Mufasa: The Lion King), regia di Barry Jenkins (2024)

## Riconoscimenti
- BAFTA
  - 2023 - Candidatura alla miglior stella emergente
- NAACP Image Awards
  - 2022 - Candidatura alla miglior attrice non protagonista in una miniserie, film per la televisione o drammatico speciale per La ferrovia sotterranea
  - 2022 - Candidatura alla miglior performance rivelazione in un film per Bruised - Lottare per vivere
- Premio Laurence Olivier
  - 2018 - Miglior attrice non protagonista in un musical per Girl from the North Country
  - 2022 - Miglior attrice per Constellations
- Black Reel Awards
  - 2023 - Candidatura alla miglior attrice esordiente per The Woman King
- Festival di Cannes
  - 2022 - Trophée Chopard alla miglior rivelazione femminile

## Teatro

### Attrice
- The Lightining Child di Ché Walker, regia di Matthew Dunster. Shakespeare's Globe di Londra (2013)
- Hopelessly Devoted di Kate Tempest, regia di James Grieve e Stef O'Driscoll. Tricycle Theatre di Londra (2014)
- Klook's Last Stand, scritto e diretto da Ché Walker. Park Theatre di Londra (2014)
- Rachel di Angelina Weld Grimké, regia di Ola Ince. Finborough Theatre di Londra (2014)
- L'ebreo di Malta di Christopher Marlowe, regia di Justin Audibert. Swan Theatre di Stratford-upon-Avon (2015)
- Sacrificio d'amore di John Ford, regia di Matthew Dunster. Swan Theatre di Stratford-upon-Avon (2015)
- Volpone di Ben Jonson, regia di Trevor Nunn. Swan Theatre di Stratford-upon-Avon (2015)
- Les Blancs di Lorraine Hansberry, regia di Yaël Farber. Royal National Theatre di Londra (2016)
- Giulio Cesare di William Shakespeare, regia di Phyllida Lloyd. Donmar Warehouse di Londra (2016) e St Anne's Warehouse di New York (2017)
- Enrico IV, di William Shakespeare, regia di Phyllida Lloyd. Donmar Warehouse di Londra (2016) e St Anne's Warehouse di New York (2017)
- La tempesta di William Shakespeare, regia di Phyllida Lloyd. Donmar Warehouse di Londra (2016) e St Anne's Warehouse di New York (2017)
- The Interrogation of Sandra Bland, scritto e diretto da Mojisola Adebayo. Bush Theatre di Londra (2017)
- Babette's Feast di Glyn Maxwell, regia di Amy Borsuk. Print Room di Londra (2017)
- Girl From the North Country, libretto e regia di Conor McPherson, colonna sonora di Bob Dylan. Old Vic e Noël Coward Theatre di Londra (2017)
- Otello, di William Shakespeare, regia di Claire van Kampen. Globe Theatre di Londra (2018)
- Time Is Love/Tiempo es Amor, scritto e diretto da Ché Walker. Finborough Theatre di Londra (2019)
- Constellations di Nick Payne, regia di Michael Longhurst. Vaudeville Theatre di Londra (2021)

### Drammaturga
- Anguis, regia di Lucy Jane Atkinson. Edinburgh Fringe di Edimburgo (2019)

## Doppiatrici italiane
Nelle versioni in italiano delle opere in cui ha recitato, Sheila Atim è stata doppiata da:
- Alessia Amendola in Un cavallo per la strega, Bruised - Lottare per vivere, Gli irregolari di Baker Street, Bruised - Lottare per vivere
- Virginia Brunetti ne La ferrovia sotterranea
- Dalal Suleiman in  Pinocchio
- Eva Padoan in The Woman King